# Driedoornige metselbij
De driedoornige metselbij (Hoplitis tridentata) is een vliesvleugelig insect uit de familie Megachilidae. De wetenschappelijke naam van de soort is voor het eerst geldig gepubliceerd in 1840 door Dufour & Perris.